# デス・プルーフ in グラインドハウス (サウンドトラック)
『オリジナル・サウンドトラック デス・プルーフ in グラインドハウス』（Death Proof Soundtrack）は、2007年のクエンティン・タランティーノの映画『グラインドハウス』のセグメントである『デス・プルーフ』のサウンドトラックである。

## 概要
タランティーノ監督作品のサウンドトラックの常として、該当映画のために書き起こされたオリジナル曲よりは、既存の発表曲からの選曲集になっている。過去の映画のサウンドトラックからは、ブライアン・デ・パルマ監督の『ミッドナイトクロス』の「サリー・アンド・ジャック」、ダリオ・アルジェント監督作『わたしは目撃者』の「パラノイア・プリマ」、ウィリアム・フリードキン監督、アル・パチーノ主演作『クルージング』の「イッツ・ソー・イージー」などが入っている。他にはタイトルでもある「グラインドハウス」映画全盛時代からの選曲。そして合間にダイアログが挿入されていることもタランティーノ・サウンドトラックの特徴である。

## Track listing
1. ザ・ラスト・レース The Last Race — ジャック・ニッチェ
2. ベイビー・イッツ・ユー Baby, It's You — スミス
3. パラノイア・プリマ Paranoia Prima — エンニオ・モリコーネ
4. プランニング&スキーミング Planning & Scheming — エリ・ロス & マイケル・バコール (ダイアログ)
5. ジープ・スター Jeepster — T・レックス
6. スタントマン・マイク Stuntman Mike — ローズ・マッゴーワン & カート・ラッセル (ダイアログ)
7. スタッゴリー Staggolee — パシフィック・ガス&エレクトリック
8. ザ・ラヴ・ユー・セイヴ(メイ・ビー・ユア・オウン) The Love You Save (May Be Your Own) — ジョー・テックス
9. グッド・ラヴ、バッド・ラヴ Good Love, Bad Love77 — エディ・フロイド
10. ダウン・イン・メキシコ Down In Mexico — コースターズ
11. ホールド・タイト Hold Tight! - デイヴ・ディー・グループ
12. サリー・アンド・ジャック Sally and Jack (映画『ミッドナイトクロス』より) — ピノ・ドナッジオ
13. イッツ・ソー・イージー It's So Easy — ウィリー・デヴィル
14. ホワットエヴァー-ハウエヴァー Whatever-However — トレイシー・トムス & ゾーイ・ベル (ダイアログ)
15. ライオット・イン・サンダー・アレイ Riot In Thunder Alley — エディ・ベラン
16. チック・ハビット Chick Habit - エイプリル・マーチ

## Extra tracks not in the Soundtrack
1. Violenza Inattesa — エンニオ・モリコーネ
2. Gangster Story — グイド＆マウリツィオ・デ・アンジェリス
3. Italia a Mano Armata (main theme) — フランコ・ミカリッツィ
4. La polizia sta a guardare (main theme) — ステルヴィオ・チプリアーニ
5. Laisse Tomber Les Filles — エイプリル・マーチ
6. Funky Fanfare — キース・マンスフィールド
7. Twisted Nerve — バーナード・ハーマン